# Allez
Allez is een single van de Nederlandse rappers Diggy Dex en Kraantje Pappie uit 2018. 

## Achtergrond
Allez is geschreven door Koen Jansen, Alex van der Zouwen, Stephan Boers en René van Mierlo en geproduceerd door Ramiks. Het is een nederhopnummer dat gaat over excuses aanbieden en vergeven. Het nummer is de eerste samenwerking tussen de twee rappers. De videoclip is geregisseerd door Jeroen van Koningsbrugge, voor wie het zijn regiedebuut betekende. De video vertelt een liefdesverhaal en is opgenomen in Antwerpen.

## Hitnoteringen
Het lied was geen groot succes. Zowel de Single Top 100 als de Top 40 werden niet bereikt. Het kwam wel tot de twaalfde plaats van de Tipparade van de Top 40.